# Anelassorhynchus indivisus
Anelassorhynchus indivisus är en djurart som tillhör fylumet skedmaskar, och som först beskrevs av Sluiter 1900.  Anelassorhynchus indivisus ingår i släktet Anelassorhynchus och familjen Echiuridae. Inga underarter finns listade i Catalogue of Life.